# Capilla de Candonga

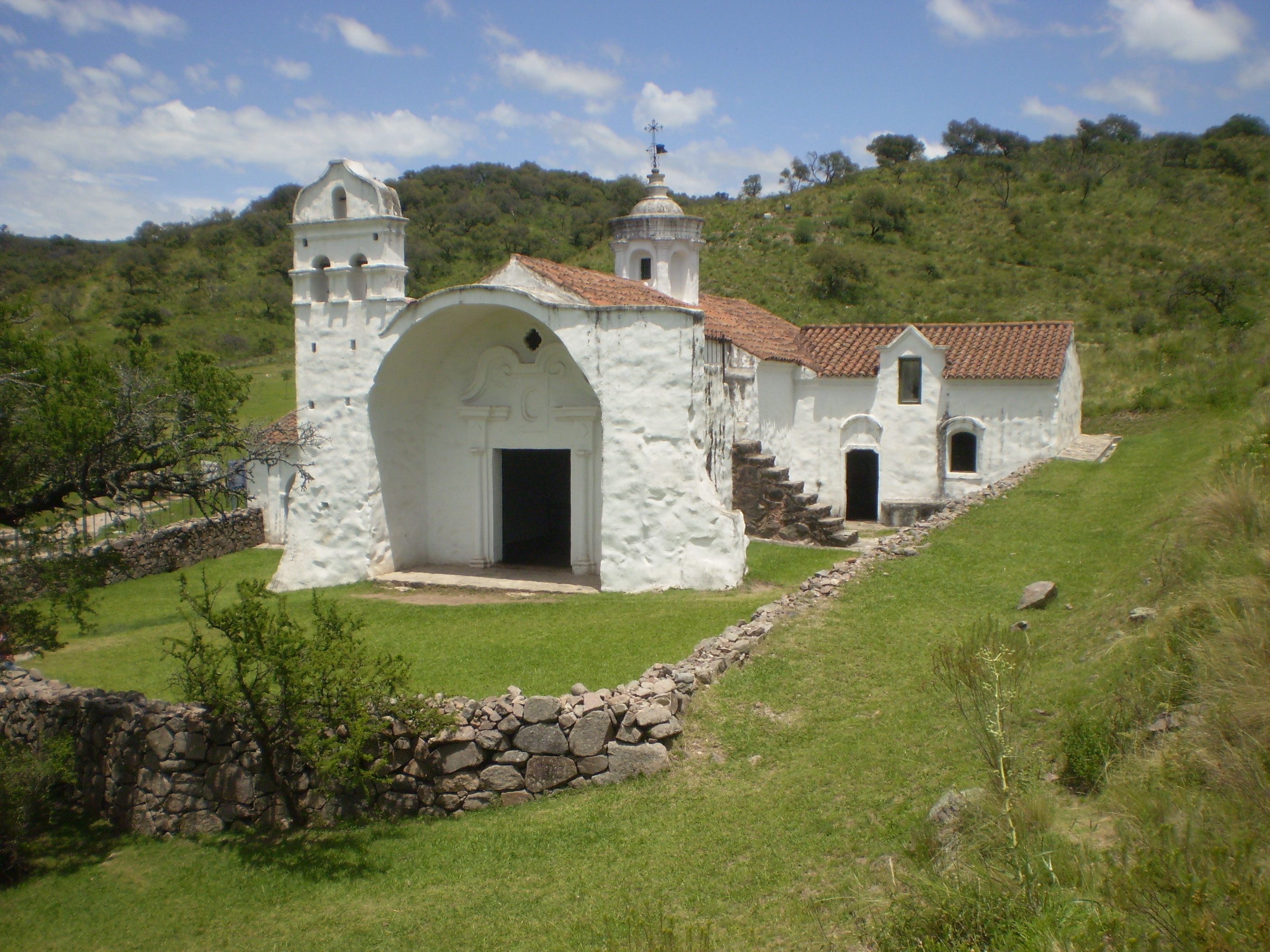
Capilla de Candonga, Córdoba, Argentina.

La Capilla de Candonga (coordenadas geográficas 31°05′08″S 64°20′41″O / -31.08556, -64.34472) es un templo erigido a mediados del siglo XVIII, en las Sierras Chicas de la Provincia de Córdoba, Argentina, a 53 km al norte de la capital provincial.
Constituye una reliquia de la época colonial, por lo que fue declarada Monumento Histórico Nacional en 1941. Fue el oratorio de la Estancia Santa Gertrudis que pertenecía al hacendado de don José Moyano Osácriz, quien había adquirido estas tierras en 1720. 
La Estancia llevaba el nombre de esta santa muerta en el año 1334, declarada patrona de las Indias Occidentales y que tuvo las comunicaciones más admirables con Jesucristo.

## Construcción
Cuando Don José Moyano Oscariz compró la propiedad en 1720, la habría rebautizado como Estancia del Rosario de Santa Gertrudis, realizando notables mejoras, como plantaciones de frutales y huertas.
Construyó un molino con su acequia para la molienda (hoy restaurado por el actual propietario de estas tierras), adquirió un alambique y botijas para la elaboración y conservación de vino, hizo edificar una casa y construir un corral para la guarda del ganado, constituido por yeguas, caballos, vacas, mulas y bueyes.
Don Moyano Oscariz, devoto de la Virgen María, viendo que la comarca carecía de un lugar para el culto divino, emprendió la obra de la capilla que luego colocó bajo la advocación de Nuestra Señora del Rosario, aunque la fecha exacta es bastante difícil de determinar.
Se supone que fue construida entre los años 1700 y 1762.
El historiador Mario Buschiazzo dice que tradiciones lugareñas sostienen que data de 1730 en "La Estancia Jesuítica", mientras que Monseñor Cabrera por su parte afirma "hermosa y antigua capilla del siglo XVII" en "Córdoba del Tucumán".
Tampoco es posible saber quién fue el autor material de la obra, que en una restauración en 1948, no se respetó la estructura original del techo a dos aguas: se hizo en cambio uno de bóveda.

## Etimología
Candonga significa “mula de tiro” o "mula cansada" y es posible que la región fuera invernada de mulas con destino a Potosí.

## La Capilla
La capilla se compone de una pequeña nave y la sacristía, todo cubierto con bóveda de medio punto, formando un arco que abriga la portada misma. En el altar principal se venera a la Virgen del Rosario. El trabajo a cuchillo de la baranda del comulgatorio y detalles de la imagen prueban la intervención de artistas indígenas en la decoración.
Es uno de los mayores exponentes de la arquitectura colonial en Córdoba por su originalidad y belleza de líneas arquitectónicas. Sus viejos muros descansan en un ambiente de serenidad en la soledad de la montaña, única compañera que le ha quedado en el decurso de los siglos.
Se accede a la capilla recorriendo un camino de cornisa, con excelentes vistas panorámicas, partiendo desde la localidad de El Manzano o desde Agua de Oro.